# Lose My Mind (Don Toliver)
Lose My Mind è un singolo del rapper statunitense Don Toliver, pubblicato il 30 aprile 2025 come primo estratto dalla colonna sonora del film F1 - Il film.

## Pubblicazione
Loose My Mind è stato annunciato il 29 aprile 2025, un giorno prima della sua pubblicazione, attraverso i social media.

## Video musicale
Il video, diretto da Christian Breslauer, è stato reso disponibile attraverso il canale YouTube di Don Toliver in concomitanza con l'uscita del singolo.

## Classifiche
| Classifica (2025)   | Posizione massima |
| ------------------- | ----------------- |
| Arabia Saudita      | 15                |
| Bielorussia         | 15                |
| Canada              | 62                |
| Corea del Sud       | 55                |
| Emirati Arabi Uniti | 4                 |
| Estonia             | 126               |
| Grecia              | 81                |
| Hong Kong           | 12                |
| India               | 2                 |
| Irlanda             | 73                |
| Kazakistan          | 5                 |
| Lituania            | 78                |
| Malaysia            | 16                |
| Medio Oriente       | 17                |
| Moldavia            | 96                |
| Polonia             | 93                |
| Regno Unito         | 85                |
| Slovacchia          | 72                |
| Stati Uniti         | 111               |
| Taiwan              | 6                 |

## Date di pubblicazione
| Paese  | Data           | Formato                      | Etichetta            | Nota   |
| ------ | -------------- | ---------------------------- | -------------------- | ------ |
| Mondo  | 30 aprile 2025 | Download digitale, streaming | RCA, Atlantic, Apple | [ 16 ] |
| Italia | 2 maggio 2025  | Contemporary hit radio       | Warner Italy         | [ 17 ] |